# Равни чал
Равни чал (Равни връх) е връх в Рила планина. Висок е 2637 метра. Разположен е в Източна Рила, на Ибърското било в Белмекенския му дял.
Равни чал представлява масивен тревист купол с две връхни възвишения. По-високото – югоизточното – е маркирано с триангуалчен знак. Североизточния склон на върха огражда Равничалския циркус. Склонът там е силно ерозирал, скалист и на места отвесен. Под него е разположено ледниковото Равничалско езеро (2222 м н.в., 21.4 дка). До самия му бряг е разположена хижа Белмекен.
На югозапад от Равни чал е разположен връх Сивричал. Разделя ги седловина, тревиста и полегата в северната си част, и остра и скалиста в южната. Там е монтирано телено въже за осигуряване на зимния маршрут през седловината.
Източно от Равни чал е разположен връх Белмекен. Разделя ги тревистата седловина Премката.
На север от Равни чал започва късо билно разклонение, което завършва при долината на река Айрандере. По него минава зимната колова маркировка през върха за хижа Белмекен.
Изкачването на върха е сравнително лесно от разположената наблизо спортна база Белмекен (3:00 часа през Премката) или от хижа Белемекен (1:30 часа по зимната колова маркировка). 